# Valero Energy
Valero Energy Corporation (NYSE : VLO) est une entreprise américaine. Elle regroupe Valero, Diamond Shamrock, Ultramar, Shamrock, Beacon et Texaco.
En 1984, Diamond Shamrock et six autres entreprises, dont Monsanto, qui ont fabriqué l'agent orange, ont signé un accord à l'amiable avec les associations de vétérans en échange de l'arrêt de toute poursuite. Les fabricants ont versé la somme de 180 millions de dollars à un fonds de compensation. Presque 40 000 des 68 000 vétérans ont reçu entre 256 et 12 800 dollars selon la gravité des cas.